# 林卡湖
林卡湖（白俄羅斯語：Лінка）是白俄羅斯的湖泊，位於烏沙奇東北26公里，屬於道加瓦河流域，由維捷布斯克州負責管轄，長0.6公里、寬0.4公里，面積0.16平方公里，湖岸線長度1.58公里。